# Carlotta Daminato
Carlotta Daminato (Treviso, 2 maggio 1993) è una pallavolista italiana.
Gioca nel ruolo di libero nel Forlì.

## Carriera
La carriera di Carlotta Daminato inizia nelle giovanili della Spes Volley Conegliano nel 2006; nella stagione successiva viene ceduta alla Top Team Pallavolo Belluno, in Serie B2. Nel 2008 ritorna nuovamente a Conegliano e nella stagione 2009-10 fa il suo esordio nella pallavolo professionistica, giocando per la prima squadra, in Serie A1: alla squadra veneta resta legata per tre annate fino a quando questa non decide di ritirarsi da ogni tipo di attività agonistica per problemi economici.
Dopo un breve periodo di inattività ritorna in campo nella nuova società di Conegliano, ossia l'Imoco Volley, militante sempre in Serie A1 a partire dalla stagione 2012-13, dove resta per due annate, prima di passare al Forlì, nella stagione 2014-15.